# リア・トーマス
リア・キャサリン・トーマス（Lia Catherine Thomas、1999年5月 - ）は、アメリカの水泳選手である。2017年にペンシルベニア大学に入学し、2022年3月に卒業した。在学中の2017年から2020年までは大学の水泳男子チームに所属し、2021年から2022年までは女子チームに所属して競技生活を送った。2022年5月、NCAA ディビジョン1の全米選手権に出場し、女子500ヤード自由形で優勝したことで、リア・トーマスは水泳に限らず、トランスジェンダーをオープンにし、かつこの選手権大会で優勝経験もつ初めてのアスリートになった。2021年以降、リア・トーマスはトランスジェンダー女性のスポーツ参加をめぐる議論における象徴的存在になっている。

## 略歴
トーマスはアメリカのテキサス州オースティン出身であり、兄が一人いる。5歳から水泳をはじめ、ウェストレイク高校時代に州の水泳大会で6位入賞を果たした。2017年、ペンシルベニア大学に入学する。2022年に同大学を卒業し、人権派弁護士（a civil rights attorney）となる夢をかなえるためロースクールへの入学を準備中である。
ジェンダー・アイデンティティに悩み始めたのは高校生活の終わりごろだという。大学生活が二年目を迎えた、2018年の夏、家族に自分がトランスジェンダーであることをカムアウトした。それまでの名前に代えて、リアという新しい名前を使い始めたのは2020年1月1日のニューイヤーズ・デイからである。スポーツ・イラストレイテッドのインタビューで、トーマスはこう語っている。「ある意味、生まれ変わったような、人生ではじめて、自分の名前が、自分がだれなのかが、自分が自分を生きているということが、完全にしっくりきたんです。私はリアだって」。

## 水泳選手としてのキャリア
トーマスは2017年にペンシルベニア大学の男子チームに所属し、1年生時代に1,000ヤード自由形で8分57秒55を記録したが、これは全米男子でも6番目に早い記録だった。500ヤード自由形と1,650ヤード自由形でも全米トップ100にはいる記録を残している。 2018-2019年シーズンも男子チームに所属し、2019年には2年生としてアイビー・リーグの選手権に出場して、男子500ヤード、1,000ヤード、1,50ヤード自由形で2位にはいった。このシーズンにトーマスは、500ヤード自由形、1,000ヤード自由形、1,650ヤード自由形で男子チーム内のトップ・タイムを残した。
トーマスは2019年5月からホルモン補充療法による性別移行をはじめ、大学3年生のときに友人たちや大学のチームメイト、コーチに自身がトランス女性であることをカムアウトした。アカデミックイヤーで2019年–2020年のシーズンはホルモン療法を継続しながら男子チームで競技を続け、さらに競技資格を維持するために1年の休学をはさむ必要があった。2021-2022年シーズンは女子チームで泳ぐことができたが、新型コロナウイルス感染症の世界的流行の影響で、大会等は中止になった。トーマスはNCAAの水泳競技で女子選手として出場するために、ジェンダー関連のあらゆる方針に従った。
テストステロン抑制とホルモン補充療法を続けるうち、トーマスの身体からは筋量や筋力が失われていった。性別移行のための治療を受ける前と比較して、500ヤード自由はベストタイムから15秒以上も遅くなった。遠距離での競技成績は2019年がピークであり、2021-2021年シーズンの記録は低迷した。短距離種目では、2021-2021年シーズンの序盤ではタイムが落ちたものの、その後2021年には100ヤード自由形ではほぼ自己ベスト記録を達成し、50ヤードでは個人の自己ベストをだした。
2018–2019年シーズンは男子チームに所属し、個人成績は200ヤード自由形で554位、500ヤード自由形で65位、1,650ヤード自由形で32位だった。2021-2022年シーズンは女子チームに所属し、200ヤード自由形で5位、500ヤード自由形で1位、1,650ヤード自由形で8位になった。 水泳に関するデータサイトSwimcloudのアーカイブページによると、このシーズンのリア・トーマスは男子大学生の競泳選手中で89位にランクインしていた。
2022年1月に行われたペンシルバニア大学とアイビー・リーグでライバル関係にあるイエール大学との試合では、トーマスは100メートル自由形のレースで6位に終わった。トーマスを順位で上回ったのは4人のシス女性とホルモン療法を使わず性別移行したトランスジェンダー男性のアイザック・ヘニグだった。
2022年3月、トーマスはNCAAデイヴィジョン1の全米選手権で女子500ヤード自由形を4:33.24のタイムで勝ち、全競技を通じてNCAAデイヴィジョン1で優勝した選手で最初の、トランスジェンダーであることをオープンにしたアスリートとなった。この大会でオリンピック銀メダリストのエマ・ワイアントはトーマスに1.75秒差の二位だった。ケイト・ダグラスがNCAAの記録を18回更新した一方で、トーマスはNCAAの試合では何の記録も更新することはなかった。実際、トーマスが優勝したタイムはケイティ・レデッキーが持つNCAA記録より9.18秒遅い。200ヤード自由形の予選で、トーマスは2位におわった。決勝では1:43.50のタイムで5位だった。100ヤード自由形では1０位で予選を通過し、決勝では48.18のタイムでファイナリストで最下位の8位におわった。
2022年3月に行われたNCAAの選手権が、トーマスが大学で出場する最後の大会となった。 2022年のペンシルバニア大学でのトーマスの競泳選手としてのキャリアをランキングでみると、トーマスは500ヤード自由形においては男子チームの65位から女子チームの1位に、200ヤード自由形では男子チームでの554位から女子チームでの5位にランキングが変動した。データベースサイトのSwimcloudによると、トーマスは2021–2022年シーズンでは、アメリカの女子大学生の競泳選手としては36位にランキングしており、全米の女子選手全体としても46位にはいる。スポーツ・イラストレイテッドによると、トーマスはロースクールに出願しており、2024年の夏季オリンピック選考会に競泳選手として出場する計画をたてている。
2022年5月のグッド・モーニング・アメリカでのインタビューでトーマスは自身への批判に応えつつ、またこう語った。「水泳は続ける予定です」「オリンピック選考会に出場するのは長年の目標で、ぜひともやり遂げたいんです」。ESPNのインタビューでは「本物でいられる、自分自身でいられるということは、信じられないほど充足感があって意味深いものです」と答えている
2022年6月、水中スポーツの国際大会を所管する国際水泳連盟 (FINA)は、水泳の女子競技からあらゆるトランスジェンダーのアスリートの出場を禁止する決定を行った。例外的に「男性としてタナ―段階のⅡ以降の思春期を経験していない、もしくは12歳に満たないかのいずれか、というFINAが設定した基準を満たす」場合はトランスジェンダーでも出場が認められた。この新方針によってトーマスは自身が計画していた2024年のパリ五輪で女子水泳に出場する計画を阻まれたことになる。この決定に対して、トーマスは「FINAが新たに出したリリースにはとても動揺している。差別的だし、あらゆる女性にとって害悪にしかならないでしょう」。
2022年6月、ペンシルバニア大学は、トーマスを2022年のNCAAウーマン・オブ・ザ・イヤーにノミネートした。この賞にノミネートされた選手は577人で水泳競技からは46名がノミネートされた。

## 論争
2021年、FOXニュースなどの保守的かつ右翼的なメディアが大きくトーマスを取り上げ始めた。12月のはじめには、ペンシルバニア大学の水泳チームのメンバーの親が全米大学体育協会にトーマスに競技資格がないことを認めさせるために匿名で書簡を送っている。2021年12月、トーマスの競技資格に抗議して30年以上勤めたアメリカ水泳連盟を辞職したシンシア・ミレンが、FOXニュースのTV番組「イングラム・アングル」（The Ingraham Angle）に出演した。2022年10月、ワシントン・ポストには「トーマスが大学の記録を更新し、今シーズンは二つの大会で女子大学競泳選手のなかで最も早いタイムを叩き出した。おそらく5月のNCAAの選手権でも優勝候補の一人であるにもかかわらず、スポーツ界の内外で、プールデッキにおける彼女の地位をめぐって議論がおこっている」という文章が掲載された。
2022年1月、ペンシルバニア大学と同大学ロースクールの複数の組織、そしてアイビー・リーグの各大学がリア・トーマスを支持する声明を発表した。2022年2月、ペンシルバニア大学の女子水泳チームの匿名メンバー16人が、同大学とアイビー・リーグに対して、トーマスをNCAAの選手権に出場させないことも可能な、トランスジェンダーの選手に関する新方針について、異議申し立ての法的手段をとらないことを求める書簡を送ったが、そこには「男子の462位から女子の1位に成績が跳ね上がった」という表現もあった。一方でトーマスの所属する水泳チームの選手たちには、女子チームからトーマスが競技に出場することを支持する声明を発表する動きもあった。 この匿名の書簡に反発して別の書簡が大学に届けられた。水泳選手でありトランスジェンダー男性のシュイラー・バイラーが主導し、300人以上の元・現役学生水泳選手の署名が集められた書簡では「リア・トーマスと、あらゆるトランスジェンダーの大学生アスリートを支持し、安全かつ快適なアスリート環境に加わる権利があることを認めます」という声明が述べられている。
ブルック・フォードはトーマスについてこう語っている。「ひとに対して敬意をもち、その名誉をそこなわずに接することは、どんなトロフィーや記録よりも大事なことだと考えています。だから私は今年NCAAでリアと勝負を争うことに何の問題もありません」。同じくオリンピック銀メダリストの水泳選手、エリカ・サリバンもニューズウィークにトーマスを支持する談話が掲載された。「このスポーツに関わる人ならみんなそうであるように、リアはいまの自分の位置につけるまでに一生懸命に練習をしているし、自分をとりまくルールやガイドラインをすべて順守しているわけです。常勝というわけでもありません。だから勝ったときには、このスポーツに関わるすべてのひとがそうであるように、えがたい成功をなしえたことを讃えられる権利があります。ただアイデンティティだけをみて、ずるをしているかのようなレッテルをはるべきではありません」。23度のオリンピック金メダルに輝いたマイケル・フェルプスは「僕らはみんな自分本来の姿で精神的に安定していられるべきだと思いますが、同時にスポーツというものは平等な競争の場で行われるものだと思います」、「将来的にどうなるかはわかりません。でも、これは、これは、これは、とても難しい話です。本当に、正直いうと、どういえばいいのかはわかりません」。3個の金メダルを持つナンシー・ホグスヘッドはトランス女性の参加を歓迎しつつ「女性のカテゴリーで競技に参加する前に、自分たちの性に由来する、思春期以降に得られたアドバンテージを捨て去ったことを証明してからですが」と述べている。
2022年2月、ミズーリ州から出馬した共和党のビッキー・ハーツラーは、選挙キャンペーンでトーマスをとりあげて「女子スポーツは女性のためのもの、女性と偽っている男性のものではない」と、CNNによれば「トランス女性を貶すトランスフォビアな表現」を用いた。3月にリア・トーマスがNCAAデイヴィジョン1の水泳選手権に出場すると、会場周辺にはおよそ50人のデモと反・デモの集団が集まった。中にはスタンドで「女性のスポーツを守れ（Save Women's Sports）の横断幕を掲げる人間も現れた。大会二日目には、女子500ヤード自由形の予選の最中に10名ほどが抗議デモが行っていた。500ヤード自由形の予選で17位におわったレカ・ジョルジョは、決勝進出まで1つ順位が足りず、のちにNCAAに抗議を行っている。3月22日、フロリダ州知事のロン・デサンティスは、2022年のNCAAディビジョン1における女子500ヤード自由形の「正当な勝者」は2位におわったエマ・ワイアントであるという宣言をおこなった。ただし、デサンティスにこの大会の優勝者をきめる権限があるわけではなかった。3月、コロラド州の共和党議員ローレン・ボーベルトは、他の共和党議員20と共同で、敗れたワイアントを称える議案を提出した。十種競技の元世界記録保持者であるケイトリン・ジェンナーは、トーマスは「正当な勝者」ではなく「これはトランスフォビアでもアンチ・トランスでもなくふつうの感覚！」と語ったが、SNSではジェンナーはかつてトランスジェンダー・アスリートへの支持を表明したことや、自身が女子ゴルフの大会に出場していることなどに指摘があつまった。
2022年2月、CNNはトーマスについて「スポーツにトランスジェンダー女性が参加することに関する議論の象徴」と表現し、スポーツ・イラストレイテッドは「アメリカでもっとも議論をよぶアスリート」と形容した。3月23日、インディアナ州知事のエリック・ホルコムが学生スポーツの女子競技にトランスジェンダー女性が参加することを禁止する法案に拒否権を行使したことをうけて、ニューヨーク・タイムズは「トランス女性のスポーツ参加は、政治指導者やスポーツの裁定機関のなかで急速に対立の深まるトピックと化しているが、同時にトランスジェンダーの競技者に対する敬意といった問題や一部で指摘される競技上の公平性という問題にも直面している」と述べ、またユタ州知事のスペンサー・コックスが同様の法案に拒否権を行使する直前の記者会見でトランスジェンダー・コミュニティに向けて「我々はあなたをケアしている。愛している。大丈夫です。ともに乗り越えていきましょう」と発言したことを取り上げている。2022年6月の時点で、アメリカではアラバマ州、アリゾナ州、アーカンソー州、フロリダ州、ジョージア州、アイダホ州、インディアナ州、アイオワ州、ケンタッキー州、ルイジアナ州、ミシシッピ州、モンタナ州、オクラホマ州、サウスカロライナ州、サウスダコタ州、テネシー州、テキサス州、ユタ州、ウェストバージニア州では、公立学校に対してトランスジェンダー女性が女子学生のスポーツ競技に参加することを禁じる法律が制定されている。
最高裁判事候補となったケタンジ・ブラウン・ジャクソンの指名承認公聴会でも、ジェンダー・アイデンティティの問題が持ち上がったが、ニューヨークタイムズは、ホルコムとコックスの拒否権発動やNCAAの水泳選手権でのトーマスの優勝などをふまえて「トランスジェンダーの権利には、右派の怒りが集約されている」と書いた。3月31日の記事で、ザ・ヒルはトランスジェンダーのスポーツ参加をめぐる議論が「この国のカルチャーウォーにおける最も新しい戦場」であり、NCAAで優勝して以降「リア・トーマスは、その戦場で標的になった新たなトランスジェンダー競技者」と書かれた。 NPO法人の全米女性司法支援センター(National Women's Law Center）はトーマスを擁護して、「今シーズンの活躍はすばらしく賞賛に値するものだが、待ち受けているのは全米からのミソジニーとトランスフォビアだった」と評している。アメリカ自由人権協会(ACLU) も同じ立場から「すべての女性アスリートが参加できないなら、それは女性スポーツではない」、「リア・トーマスはペン・スイミング・アンド・ダイビング・チーム〔ペンシルベニア大学の水泳チーム〕にふさわしい存在である」という声明をだしている。

## 競技記録

### 個人ベスト
SCY (Short course)
| Event   | Time     | Venue                             | Date              | Notes                  |
| ------- | -------- | --------------------------------- | ----------------- | ---------------------- |
| 50 FR   | 22.78    | Zippy Invite (W)                  | December 3, 2021  | Penn women's swim team |
| 100 FR  | 47.15    | College Station (M)               | February 4, 2017  | Penn men's swim team   |
| 200 FR  | 1:39.31  | Tennessee Invitational (M)        | November 30, 2018 | Penn men's swim team   |
| 500 FR  | 4:18.72  | 2019 Ivy League Championships (M) | February 28, 2019 | Penn men's swim team   |
| 1000 FR | 8:55.75  | 2019 Ivy League Championships (M) | March 1, 2019     | Penn men's swim team   |
| 1650 FR | 14:54.76 | 2019 Ivy League Championships (M) | March 2, 2019     | Penn men's swim team   |
| 200 IM  | 1:56.51  | UPENN vs WCU Senior Meet          | January 27, 2019  | Penn men's swim team   |

### ペンシルバニア大男子水泳チーム記録
SCY
| Event   | Time     | Date | Notes                    |
| ------- | -------- | ---- | ------------------------ |
| 1000 FR | 8:57.55  | 2018 | Ivy League Championships |
| 1650 FR | 14:59.19 | 2018 | Ivy League Championships |
| 500 FR  | 4:18.72  | 2019 | Ivy League Championships |
| 1000 FR | 8:55.75  | 2019 | Ivy League Championships |
| 1650 FR | 14:54.76 | 2019 | Ivy League Championships |

### ペンシルバニア大女子水泳チーム記録
SCY
| Event        | Time     | Date | Notes                                     |
| ------------ | -------- | ---- | ----------------------------------------- |
| 100 FR       | 47.37    | 2022 | 2022 NCAA Division I Women's Championship |
| 200 FR       | 1:41.93  | 2021 | Zippy Invite                              |
| 500 FR       | 4:33.24  | 2022 | 2022 NCAA Division I Women's Championship |
| 1000 FR      | 9:35.96  | 2021 | Zippy Invite                              |
| 1650 FR      | 15:59.71 | 2021 | Zippy Invite                              |
| 400 FR Relay | 2:01.41  | 2022 | Thomas, Kaczorowski, Kannan, Carter       |
| 800 FR Relay | 4:16.14  | 2022 | Thomas, Kaczorowski, Kannan, Carter       |